# Chaundee Brown
Chaundee Dwaine Brown Jr.  (ur. 4 grudnia 1998 w Orlando) – amerykański koszykarz, występujący na pozycji rzucającego obrońcy, aktualnie zawodnik Austin Spurs.
W 2017 został wybrany najlepszym zawodnikiem szkół średnich stanu Floryda (Gatorade and 4A Florida Player of the Year). Wystąpił też w Iverson Classic and Capital Classic i został nominowany do udziału w meczu gwiazd amerykańskich szkół średnich McDonald’s All-American.
W 2021 reprezentował Los Angeles Lakers podczas rozgrywek letniej ligi NBA w Las Vegas.
28 września 2022 dołączył do Austin Spurs.

## Osiągnięcia
Stan na 14 lutego 2023, na podstawie, o ile nie zaznaczono inaczej.
NCAA
- Zaliczony do I składu regionu wschodniego NCAA (2021)
- Zawodnik tygodnia ACC (16.12.2019)